# 1-я Пролетарская дивизия
1-я Пролетарская дивизия НОАЮ (сербохорв. Прва пролетерска дивизија НОВЈ / Prva proleterska divizija NOVJ) — военное соединение Народно-освободительной армии Югославии, созданное из 1-й Пролетарской, 3-й Пролетарской Санджакской и 3-й Краинской пролетарской бригад — военных ударных формирований под руководством коммунистической партии, состоявших из наиболее преданных ей кадров. Являлась одним из лучших соединений НОАЮ.

## История

### Состав
Сформирована 1 ноября 1942 в Босанском-Петроваце. В июне 1943 года из её состава вышла 3-я Санджакская бригада, место которой в ноябре заняла 13-я Пролетарская. В составе дивизии состояли также 7-я Краинская (июль-август 1943), 8-я Черногорская (6 ноября 1944 — 7 марта 1945), Итальянская партизанская бригада «Италия» (с 28 октября 1944) и артиллерийская бригада (с 21 ноября 1944). По состоянию на конец 1944 дивизия насчитывала 12367 солдат, на 14 апреля 1945 — 11775 солдат. С 1 января 1945 подчинялась командованию 1-й югославской армии.

### Боевой путь
После формирования дивизия предприняла наступление в направлении Центральной Боснии. В период с 19 ноября по 4 декабря 1942 дивизия ликвидировала гарнизоны населённых пунктов Ситница, Чаджавица, Мрконич-Град, Яйце (совместно с 3-й ударной дивизией), Скендер-Вакуф и Котор-Варош. В январе 1943 года заняла Теслич и Прнявор. В Битве на Неретве, во время наступления в долину Неретвы, составляла левую наступательную колонну, принимала участие в контрударе близ Горни-Вакуфа и разгроме четников около Невесине и Калиновика. В Битве на Сутьеске участвовала в боях в районе города Фоча и исполнила решающую роль в прорыве окружения на Зеленгоре, нанеся тяжёлый удар немецкой 369-й пехотной дивизии.
4 июня 1943 3-я Пролетарская Санджакская бригада вышла из состава дивизии. 1 сентября 1943 дивизия включена в состав 1-го Пролетарского корпуса. В ноябре 1943 года в состав дивизии вошла 13-я Пролетарская ударная бригада имени Раде Кончара, с которой дивизия прошла через тяжёлые бои зимой 1944 года, участвовала в отражении операций «Рессельшпрунг» и «Рюбецаль», наступала в Западной Сербии в сентябре 1944 года, освобождала Белград и вела бои на Сремском фронте. Завершила свой боевой путь 20 мая 1945, после чего дислоцировалась в Триесте и Горице.